# Esports tradicionals del País Valencià

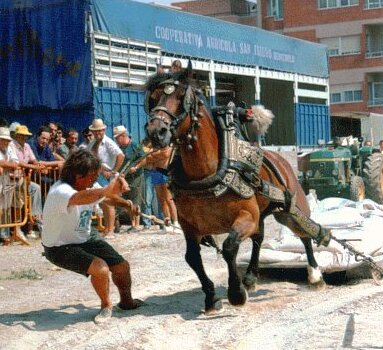
Competició de tir i arrossegament a Benicarló.

L'esport tradicional del País Valencià per antonomàsia és el joc de la pilota valenciana, del qual existeix una selecció valenciana que participa en les competicions de pilota internacionals oficials. Aquest esport es practica en més de huit modalitats diferents, tant al carrer com en un trinquet. Durant les partides, és típic que el públic envaïsca l'àrea de joc, i un o dos marxadors arrepleguen les apostes que fan per l'equip de blaus o pel de rojos, els únics colors utilitzats en la indumentària dels pilotaris.
D'altra banda, el tir i arrossegament també és un esport autòcton del País Valencià, el qual consisteix en la carrera d'un cavall carregat amb un carro ple de sacs d'arena. El seu origen es remunta als anys 1940 com una disciplina en la qual participaven agricultors. En l'actualitat, amb la disminució de la importància dels animals de tir en la producció agrària, s'ha encarit el cost de mantindre aquests animals. A causa d'això i de l'absència de subsidis, els últims anys la pràctica d'aquest esport ha retrocedit. Al seu torn, les escasses societats de tir formades per fomentar-lo limiten la seua activitat a l'organització dels esdeveniments i a aconseguir fons mitjançant la venda de publicitat en els mateixos.
Finalment, altre dels esports més característics és la colombicultura, o coloms esportius, que es va començar a practicar especialment a partir dels anys 1920, quan es va estendre per tota la regió, on s'entrena una raça pròpia de colom, el butxó valencià.